# خوسيه لويس كالديرون موراليس
خوسيه لويس كالديرون موراليس (بالإسبانية: José Luis Calderón Morales)‏ هو لاعب كرة قدم مكسيكي، ولد في 10 يوليو 1993. لعب مع أتلاتيكو إيرابواتو.

## وصلات خارجية
- خوسيه لويس كالديرون موراليس على موقع قاعدة بيانات كرة القدم.إي يو (الإنجليزية)
- خوسيه لويس كالديرون موراليس على موقع Soccerway.com (الإنجليزية)